# Römisch-Parthischer Krieg (58–63)
Der Römisch-Parthische Krieg von 58–63 war ein Partherkrieg zwischen dem Römischen Reich und dem Partherreich um die Kontrolle Armeniens, eines Pufferstaats zwischen den beiden Reichen. Armenien war seit den Tagen Augustus ein römischer Klientelstaat, aber 52/53 gelang es den Parthern, ihren eigenen Kandidaten, den Arsakiden Trdat I. (Tiridates I.), auf den armenischen Thron zu bringen. Im Jahr 54 wurde Nero römischer Kaiser und begann einen Krieg. Es blieb neben dem Jüdischen Krieg die einzige größere militärische Kampagne während seiner Herrschaft.
Die Römer drangen unter Gnaeus Domitius Corbulo schnell vor, besiegten die Armeen Trdats und installierten ihren eigenen Kandidaten Tigranes VI. als armenischen König. Zugute kam den Römern, dass der parthische König Vologaeses I. – Bruder des Trdat – offenbar mit inneren Revolten beschäftigt war. Als diese beendet waren, wendeten sich die Parther aber nach Westen und konnten nach einigen Jahren ergebnisloser Feldzüge den Römern eine schwere Niederlage in der Schlacht von Rhandeia beibringen.
Der Konflikt endete bald darauf mit einem Kompromiss: Ein arsakidischer Prinz (armenische Arsakiden) sollte armenischer König werden, musste aber vorher von den Römern abgesegnet werden. Nero inszenierte dies vor der römischen Öffentlichkeit als großen Sieg. Dieser Krieg war der erste direkte militärische Konflikt zwischen Rom und den Parthern seit Crassus Niederlage bei Carrhae und Marcus Antonius Kriegen gegen die Parther ein Jahrhundert vorher. Es sollte der erste in einer Serie von weiteren Kriegen zwischen den beiden Mächten um die Vorherrschaft über Armenien sein (Römisch-Persische Kriege).

## Hintergrund

Armenien und das östliche römische Reich vor Kriegsausbruch.

Rom und die Parther gerieten im 1. Jahrhundert v. Chr. wegen der Vorherrschaft über den Kaukasusraum aneinander. In diesem Gebiet lagen verschiedene Reiche und Länder, deren größtes das Königreich Armenien war. Vor allem für die Parther hatte die Kontrolle dieser Region eine große strategische Bedeutung. Augustus schaffte es aber, innerarmenische Konflikte auszunutzen und mit der Krönung des Königs Tigranes III. im Jahr 20 v. Chr. Armenien an Rom zu binden. Der römische Einfluss hielt bis 37 n. Chr. an, als Orodes neuer König in Armenien wurde. Dessen Bruder Mithradates wurde mit Hilfe der Römer 42 wieder auf den Thron gebracht. Dieser wurde jedoch durch seinen Neffen Rhadamistos 51 abgesetzt. Rhadamistos war aber bei großen Teilen des armenischen Adels unbeliebt, so dass der parthische König Vologaeses I. eine Gelegenheit zur Intervention sah. Seine Truppen eroberten schnell die Königsstädte Artaxata und Tigranokerta und setzten seinen eigenen Bruder Trdat I. auf den Thron. Wegen eines harten Winters und einer Epidemie mussten sich die parthischen Truppen aber zurückziehen, was Rhadamistos ausnutzte, um das Land wieder unter seine Kontrolle zu bringen. Doch nun rebellierte der Adel gegen ihn, und Rhadamistos musste nach Iberien fliehen, so dass Trdat I. wieder König wurde.
Im selben Jahr verstarb in Rom Kaiser Claudius und sein junger Stiefsohn Nero folgte ihm nach. Der gewachsene Einfluss der Parther in einem als römisches Interessengebiet angesehenen Reich beunruhigte und provozierte die römische Führung. Dieser Konflikt galt sogleich als Prüfung für den neuen Kaiser. Nero sah eine Chance, sich zu profilieren; er reagierte energisch und sandte den Feldherrn Corbulo, der sich in Germanien ausgezeichnet hatte und gegenwärtig in der Provinz Asia war, mit einem Heer gegen Armenien.

## Diplomatische Manöver und Vorbereitungen

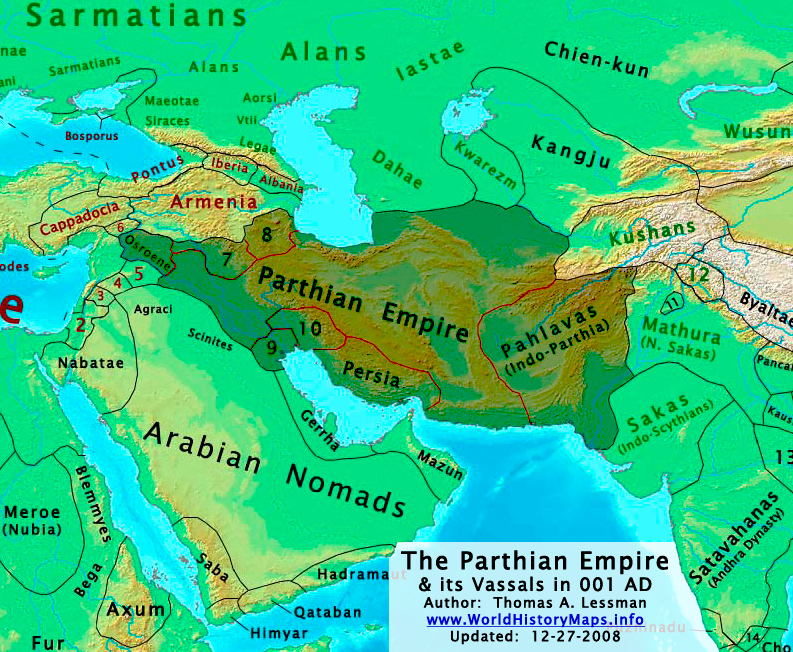
Partherreich mit seinen Provinzen und Nachbarn im Jahr 1.

Corbulo wurde die Statthalterschaft über die zwei römischen Provinzen Cappadocia und Galatien übertragen. Erst war er Proprätor, dann Prokonsul (Imperium). Corbulo hatte zwar vor Ort Soldaten zur Verfügung, erhielt aber noch das Kommando über römische Legionen, die in der Provinz Syria stationiert waren.
Anfangs wollten die Römer die Krise laut Tacitus trotz der militärischen Aufrüstung diplomatisch lösen und schickten Gesandtschaften zu Vologaeses. Dieser war aber mit einem Aufstand beschäftigt, so dass er seine Truppen aus Armenien abziehen musste. Corbulo erkannte die Gelegenheit für ein militärisches Vorgehen und nutzte die Zeit, um die Disziplin seiner Truppen zu stärken und sie auf einen Kampf vorzubereiten. Gemäß Tacitus entließ Corbulo alle alten und kranken Soldaten und gewöhnte seine Truppe an den harten anatolischen Winter, indem er sie in Zelten lagern ließ. Deserteure wurden hingerichtet. Er selbst hielt sich regelmäßig unter seinen Soldaten auf.
Nun stellten die Römer zunehmend unannehmbare Bedingungen und so weigerte sich Trdat, gedeckt durch seinen Bruder, wie von Nero gefordert nach Rom zu reisen, und rückte stattdessen gegen romtreue Armenier vor. Die Spannungen nahmen zu, so dass im Frühling 58 Krieg ausbrach.

## Kriegsausbruch und römische Offensive
Corbulo stationierte seine Truppen in mehreren Lagern nahe der armenischen Grenze. Paccius Orfitus – ein ehemaliger Primus Pilus – unternahm gegen Corbulos Befehl einen Raubzug gegen Armenien. Er traf die Armenier zwar unvorbereitet, wurde aber besiegt. Die fliehenden Römer stifteten unter den anderen Grenztruppen Panik. Corbulo bestrafte die Überlebenden und deren Kommandeure hart.
Trotz dieses Vorfalls war Corbulo gut vorbereitet. Er hatte seine Armee zwei Jahre lang trainiert und das Kommando über drei Legionen (Legio III Gallica, Legio IIII Scythica, Legio VI Ferrata). Zusätzlich gab es noch Hilfstruppen (Auxiliartruppen) und Truppen römischer Vasallen: Aristobulos aus Kleinarmenien und Polemon II. aus Pontos. Vorteilhaft war, dass Vologaeses wieder mit inneren Aufständen beschäftigt war. Am Kaspischen Meer hatten sich die Hyrkanier erhoben und die Dahae und Saken aus Zentralasien überfielen das Reich. Vologaeses konnte seinen Bruder nicht unterstützen.
Die Kämpfe spielten sich entlang der Grenze ab. Corbulo schütze romtreue Orte und attackierte parthentreue Ortschaften. Trdat ging einer großen Schlacht aus dem Weg, so dass Corbulo seine Truppen aufteilte, um mehrere Orte gleichzeitig anzugreifen. Des Weiteren rief er die Könige Antiochos IV. von Kommagene und Parsman I. von Iberien zu Angriffen auf. Zusätzlich ging er noch eine Allianz mit dem Stamm der Moschi in Ostanatolien ein.
Am Ende einigten sich beide Seiten auf ein Treffen. Trdat machte sich mit tausend Reitern zum Treffpunkt auf, während Corbulo zur Schaustellung neben der gesamten Legio VI Ferrata auch 3000 Mann der Legio III Gallica und Hilfstruppen in voller Kampfmontur aufbrachte. Als Trdat dies sah, zweifelte er an der Absicht der Römer und näherte sich nicht. Während der Nacht zog er sich zurück. Trdat versuchte nun, die römischen Versorgungswege, die von Trapezunt an der Schwarzmeerküste über die Berge nach Armenien führten, zu unterbrechen. Doch dies misslang, da die Römer entlang der Wege Befestigungen angelegt hatten.

### Artaxatas Fall

Kriegsoperationen während der ersten zwei Kriegsjahre: Corbulos Einfall und Eroberung in Armenien.

Corbulo beschloss nun die wichtigsten Stellungen der Armenier anzugreifen. Diese kontrollierten nicht nur das Umland, sondern würden Trdat eventuell zu einer offenen Feldschlacht zwingen, um sie zu verteidigen. Corbulo stürmte erfolgreich drei Burgen, darunter Volandum (eventuell das heutige Iğdır). Er hatte wenig Verluste, während die Besatzungen der Burgen massakriert wurden. Erschrocken durch diese Erfolge ergaben sich einige Städte und Dörfer. Die Römer bereiteten sich darauf vor, die Hauptstadt Nordarmeniens Artaxata anzugreifen. Trdat zog den Römern entgegen. Die Angreifer, die durch eine Abteilung (Vexillation) der Legio X Fretensis verstärkt worden waren, marschierten in einem Karree, begleitet von Reitern und Bogenschützen. Trdat konnte das Vorrücken durch seine Angriffe und Finten (Parthisches Manöver) nicht aufhalten und beschloss, Artaxata aufzugeben. Die Stadtbewohner ergaben sich den Römern und wurden verschont, während Artaxata niedergebrannt wurde, weil die Römer keine Besatzungstruppen abstellen konnten.

### Tigranokertas Fall
59 marschierten die Römer nach Süden in Richtung der zweiten armenischen Hauptstadt Tigranokerta (arm. Tigranakert). Unterwegs wurde diejenigen, die Widerstand leisteten, besiegt, und jene, die sich ergaben, verschont. In dem trockenen und harschen Klima Nordmesopotamiens litten die Soldaten unter Hunger und Durst, bis sie die fruchtbaren Gebiete Tigranokertas erreichten. Währenddessen wurde ein Mordkomplott gegen Corbulo aufgedeckt und einige armenische Adelige, die auf römischer Seite standen, beschuldigt und hingerichtet. Laut Sextus Iulius Frontinus schossen die Römer den Kopf eines der Verschwörer über die Stadtmauer. Zufällig landete der Kopf da, wo der Stadtrat sich beriet. Erschrocken hiervon beschlossen sie, die Stadt zu übergeben. Ein Versuch Vologaeses, nach Armenien zu gelangen wurde von den römischen Hilfstruppen unter Verulanus Severus abgewehrt.
Die Römer kontrollierten nun ganz Armenien und installierten den Herodianer Tigranes VI., letzter Nachkomme der Königsdynastie Kappadokiens, als neuen König in Tigranokerta. Einige Landstriche in Westarmenien wurden römischen Vasallen überlassen. Corbulo zog sich mit seiner Armee nach Syria zurück, hinterließ aber dem neuen König 1000 Legionäre, drei Auxiliarkohorten und zwei Alen Kavallerie. Corbulo wurde für seinen Erfolg zum Statthalter der Provinz Syria ernannt.

## Parthischer Gegenangriff

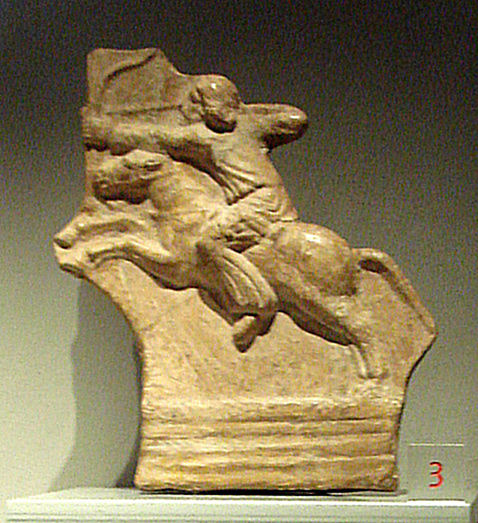
Relief eines parthischen Bogenschützen. Diese hochbegabten Schützen bildeten das Rückgrat der Armee. Kombiniert mit den gepanzerten Kataphrakt-Einheiten konnten sie den Römern schwere Niederlagen beibringen.

Die Römer wussten, dass der Frieden nur brüchig war und dass der parthische König sich Armenien zuwenden würde, sobald die inneren Aufstände beseitigt waren. Obwohl Vologaeses noch keinen offenen Konflikt riskieren wollte, musste er im Jahr 61 einschreiten, weil Tigranes IV. die nordparthische Provinz Adiabene überfallen hatte. Der Gouverneur Adiabenes Monobazus II. erbat Hilfe vom König, dessen Ansehen auch von dieser Krise abhing. Vologaeses einigte sich mit den aufständischen Hyrkaniern und berief eine Versammlung ein. Diese bestimmte Trdat als armenischen König, der dann während der Versammlung mit einem Diadem gekrönt wurde. Um ihn wieder auf den Thron zu bringen, versammelte Vologaeses Kavallerieeinheiten unter dem Befehl Monaeses’ und Infanteristen aus Adiabene. Corbulo indes sandte die Legio IIII Scythica und die Legio XII Fulminata nach Armenien, während er die Legio III Gallica, Legio VI Ferrata und Legio XV Apollinaris beauftragte, die Festungen am Euphrat – der römisch-parthischen Grenze – zu verstärken, um einer Invasion zuvorzukommen. Außerdem bat er Nero darum für Cappadocia einen neuen Legatus zu bestimmen.

### Parthische Belagerung Tigranokertas
Monaeses zog über die Grenze Richtung Tigranokerta. Doch Tigranes IV. hatte die Stadt auf eine Belagerung vorbereitet. Die Parther konnten die Stadt nicht einnehmen und zogen sich zurück. Corbulo schickte eine Gesandtschaft zu Vologaeses, der sein Lager in der Grenzstadt Nisibis aufgeschlagen hatte. Die Niederlage vor Tigranokerta und fehlender Proviant brachten Vologaeses dazu, seine Truppen aus Armenien abzuziehen. Aber auch die Römer zogen sich aus dem Land zurück. Eine Waffenruhe wurde erreicht und eine parthische Delegation machte sich auf den Weg nach Rom. Aber die Verhandlungen schlugen fehl und es kam im Frühling 62 wieder zum Krieg.
In der Zwischenzeit erreichte der neue Legatus namens Lucius Iunius Caesennius Paetus Cappadocia. Die römische Armee wurde zwischen Paetus und Corbulo aufgeteilt: Corbulo behielt die Legionen III Gallica, VI Ferrata und X Fretensis, während Paetus den Befehl über die IIII Scythica, XII Fulminata und die neu eingetroffene Legio V Macedonica erhielt. Daneben hatte er noch die Hilfstruppen aus Pontus, Galatia und Cappadocia unter sich. Doch das Verhältnis zwischen den beiden Befehlshabern war angespannt. Erwähnenswert ist, dass Corbulo die erfahrensten Legionen für sich behielt und Paetus die Übrigen übergab, obwohl dieser die Hauptlast der Kämpfe gegen die Parther tragen würde. Insgesamt standen sechs Legionen, die für sich schon 30.000 Mann ausmachten, gegen die Parther. Die genaue Anzahl der Hilfstruppen ist nicht bekannt, aber alleine in Syria waren sieben Alen und Kohorten stationiert, die 7000–9000 Mann stellten.

### Schlacht von Rhandeia

Feldzüge im letzten Kriegsjahr: Die Raubzüge Tigranes provozierten einen parthischen Gegenangriff, der in der Kapitulation der Römer bei Rhandeia endete.

Paetus war siegessicher und erwiderte die parthische Kriegserklärung. Er marschierte auf das von den Parthern besetzte Tigranokerta, während Corbulo in Syria blieb und die Befestigungen an der Grenze weiter verstärkte. Paetus hatte nur die beiden Legionen IV Scythica und XII Fulminata dabei. Er eroberte ein paar kleinere Forts, musste sich aber im Winter wegen fehlenden Proviants zurückziehen.
Ursprünglich wollten die Parther Syria angreifen, wurden dann aber von Corbulos Maßnahmen und Machtdemonstration abgeschreckt. Er ließ den Euphrat durch eine Flottille überwachen und baute sogar eine Brücke über den Fluss, um notfalls Armeen hinüber zu schicken. Daher wandten sich die Parther Armenien zu. Dort hatte Paetus seine Truppen zerstreut und bemerkte nicht den Vormarsch der Parther. Als er doch davon erfuhr, wollte er Vologaeses entgegen ziehen, aber als seine Erkundungstruppe besiegt wurde, geriet er in Panik. Paetus schickte seine Familie nach Arsamosata in Sicherheit und wollte den parthischen Vormarsch behindern, indem er die Bergpässe im Taurusgebirge besetzen ließ. Doch seine Armeen waren dadurch nur noch mehr zerstreut und wurden nacheinander von den Parthern besiegt. Die Moral sank und Panik breitete sich aus. Die sich zurückziehenden Römer sammelten sich bei Rhandeia am Arsanias und errichteten dort ein Kastell. Die Parther nutzten diese Gelegenheit und belagerten die Römer. In seiner bedrängten Lage schickte Paetus eilig eine Nachricht an Corbulo, der ihn retten sollte.
Als ihn der Hilferuf erreichte, brach Corbulo mit der Hälfte seiner Männer auf. Unterwegs sammelte er die versprengten Männer Paetus ein. Doch bevor Corbulo Rhandeia erreichte, hatte Paetus schon kapituliert: Die Parther waren sich der anrückenden Armee bewusst und bedrängten die Römer immer mehr, bis Paetus in einem Brief an Vologaeses um Verhandlungen bat. Die Bedingungen für die Römer waren erniedrigend. Nicht nur sollten die Römer Armenien verlassen und alle Befestigungen übergeben, sie sollten auch über den Fluss Arsanias eine Brücke bauen, über die dann Vologaeses auf einem Elefant sitzend triumphierend einziehen konnte. Zusätzlich wurden die Soldaten ausgeraubt und – was noch schlimmer war – mussten die Römer als Zeichen der totalen Erniedrigung unter einem Joch durchkriechen. Als sich die beiden römischen Gruppen bei Melitene trafen, spielten sich Szenen großer Trauer ab. Während Corbulo den Verlust seiner Erfolge der Vorjahre bedauerte, versuchte Paetus ihn zu einem Angriff auf Armenien zu bewegen. Corbulo wies ihn ab, weil er nicht die Befugnis für eine derartige Entscheidung habe und weil die Armee in diesem Zustand nicht in der Lage zu einem Feldzug sei. Am Ende zogen sich Paetus nach Cappadocia und Corbulo nach Syria zurück, wo dieser eine parthische Gesandtschaft empfing. Corbulo sollte die Brücke über den Euphrat abreißen, während Corbulo die Parther aus Armenien haben wollte. Beide wurden sich einig und zogen ihre Truppen zurück und Armenien wurde de facto unter parthischer Kontrolle zurückgelassen, bis die Situation durch Verhandlungen in Rom geklärt werden würde.

## Corbulos Rückkehr und die Friedensvereinbarung

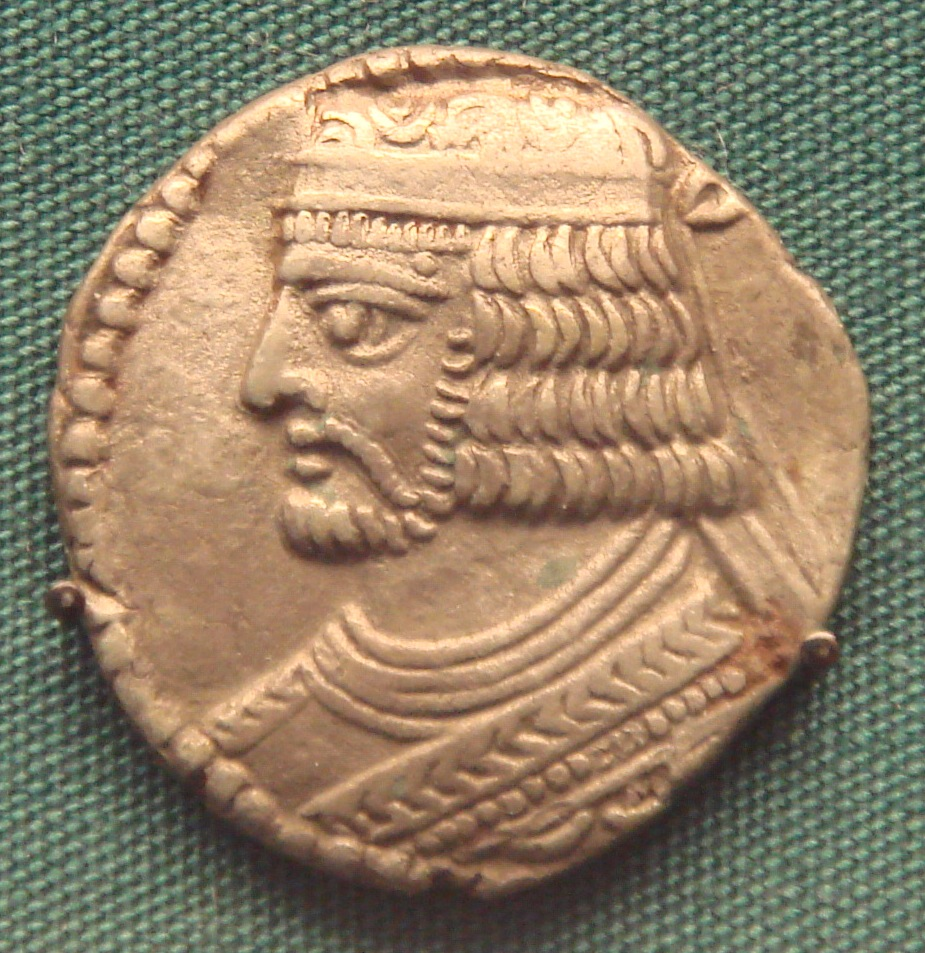
Goldmünze mit dem Abbild Vologaeses I. des Partherreichs.

Rom schien von der Lage im Osten nichts zu wissen und der Senat ließ gemäß Tacitus auf dem Kapitol Triumphbögen für den Sieg errichten, obwohl der Krieg noch nicht vorüber war. Doch die Illusion wurde mit der Ankunft der parthischen Delegation zerstört, und nach der Befragung der Centurionen, die die Delegation begleitet hatten, offenbarten sich Nero die wahren Ausmaße des Desasters, das auf Paetus zurückging. Trotzdem würden die Römer eher einen gefährlichen Krieg riskieren als einen entehrenden Frieden anzunehmen. Paetus wurde zurückbeordert und Corbulo wieder in seiner Ämter eingesetzt und über alle Gouverneure und Vasallenkönige erhoben. Corbulos Posten in Syria erhielt Gaius Cestius Gallus.
Corbulo reorganisierte das Heer und versetzte die demoralisierten Legionen IV Scythica und XII Fulminata nach Syria, ließ die Legio X Fretensis als Schutz für Cappadocia zurück und führte seine Veteranen der Legionen III Gallica und VI Ferrata nach Melitene, wo er die Invasionsarmee versammelte. Dazu kamen die Legio V Macedonica, die nicht am Krieg teilgenommen hatte und in Pontos stationiert war, und die neu angekommene Legio XV Apollinaris, eine große Zahl an Hilfstruppen und Kontingente der Vasallenkönige.
Nachdem seine Armee den Euphrat überschritten hatte und dabei einer Route folgte, die Lucius Licinius Lucullus ein Jahrhundert früher eröffnet hatte, empfing er Gesandtschaften von Trdat und Vologaeses. Angesichts der großen Armee und der Fähigkeiten Corbulos beschlossen die beiden Arsakiden, zu verhandeln. Corbulo machte Neros Position klar: Falls Trdat seine Krone von Rom annimmt, würde es zu keinem neuen Krieg kommen. Trdat stimmte Verhandlungen zu und man traf sich bei Rhandeia, dem Ort der römischen Niederlage ein Jahr vorher. Für die Armenier bedeutete der Ort einen Beweis ihrer Stärke, während Corbulo mit einem Vertrag im Sinne Roms die Schmach tilgen wollte. Vor Ort ließ Corbulo Paetus Sohn die Gebeine der gefallenen römischen Soldaten einsammeln und standesgemäß begraben. Am Verhandlungstag des Abkommens von Rhandeia (63 n. Chr.) trafen sich die Seiten mit je zwanzig Reitern zwischen den Lagern. Trdat stimmte zu, nach Rom zu reisen und die Krone durch Nero zu empfangen. Als Zeichen seiner Zustimmung traf Trdat in Paradeuniform einige Tage später im römischen Lager ein und legte seine Krone als Zeichen der Unterwerfung zu Füßen einer Statue Neros ab.

## Nachwirkungen

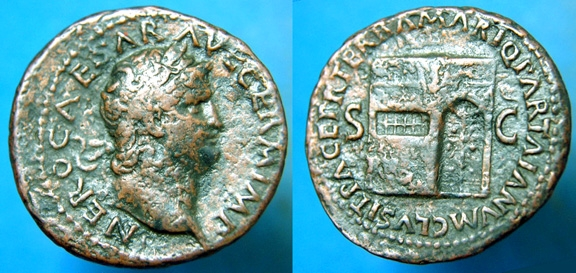
Eine 66 geprägte As-Münze mit einem Abbild des Janustempels, dessen Tore geschlossen sind. Dies war ein Symbol für herrschenden Frieden im ganzen Reich. Doch schon im gleichen Jahr brach der Jüdische Krieg aus.

Im Jahr 66 besuchte Trdat Rom, um seine Krone zu erhalten, und wurde aufwendig von Nero empfangen, der die Gelegenheit nutze, um seine eigene Popularität zu steigern. Nero befahl, die Tore des Janustempels zu schließen, was nur in Zeiten des Friedens im ganzen Reich möglich war.
Nero feierte diesen Frieden als großen Erfolg: Er wurde als Imperator gefeiert und hielt einen Triumphzug ab, obwohl kein neues Land erobert worden war und der Frieden mehr ein Kompromiss als ein klarer Sieg war. Denn obwohl Rom sich militärisch in Armenien durchsetzen konnte, verloren sie auf politischer Ebene. Sie hatten keine echte Alternative für den armenischen Thron außer den Arsakiden. Nominell würde Armenien zwar Rom unterstehen, aber real immer mehr unter parthischen Einfluss geraten. Im Urteil der späteren Generationen hatte Nero Armenien verloren, und obwohl der Friede von Rhandeia eine Periode relativ friedlicher Beziehungen für die nächsten 50 Jahre einleitete, war Armenien weiterhin ein Zankapfel zwischen Rom und den Parthern. Für kurze Zeit wurde dieser Friede eingehalten, sogar als der Großteil der römischen Ostarmeen mit der Niederschlagung des Jüdischen Krieges beschäftigt war.
Auch Corbulo wurde gefeiert, doch seine Beliebtheit bei Volk und Armee machte Corbulo zu einem potentiellen Rivalen Neros. Als dann die Vinicianische Verschwörung gegen Nero aufflog, in deren Zentrum Corbulos Schwiegersohn Annius Vinicianus stand, erhärtete sich Neros Verdacht. Während Corbulo 67 in Griechenland unterwegs war, forderte Nero seinen Tod. Als Corbulo davon erfuhr, beging er Selbstmord.
Der ergebnislose Römisch-Parthische Krieg verdeutlichte den Römern auch, dass ihr defensives System im Osten, das von Augustus aufgebaut worden war, nicht mehr länger ausreichend war. Daher folgte eine Umstrukturierung der östlichen Gebiete: Die Klientelstaaten Pontus und Kolchis (im Jahr 64) und Kilikien, Kommagene und Kleinarmenien (72) wurden in römische Provinzen umgewandelt. Die Anzahl der Legionen vor Ort wurde erhöht und die römische Präsenz in den Vasallenstaaten Iberien und Albania im Kaukasus verstärkt, um Armenien einzukesseln. Die direkte römische Kontrolle wurde entlang des gesamten Euphrats ausgedehnt, die den Grundstein für den östlichen Limes markierte, der bis zu den muslimischen Eroberungen im 7. Jahrhundert bestehen sollte.